# Журавль-красавка

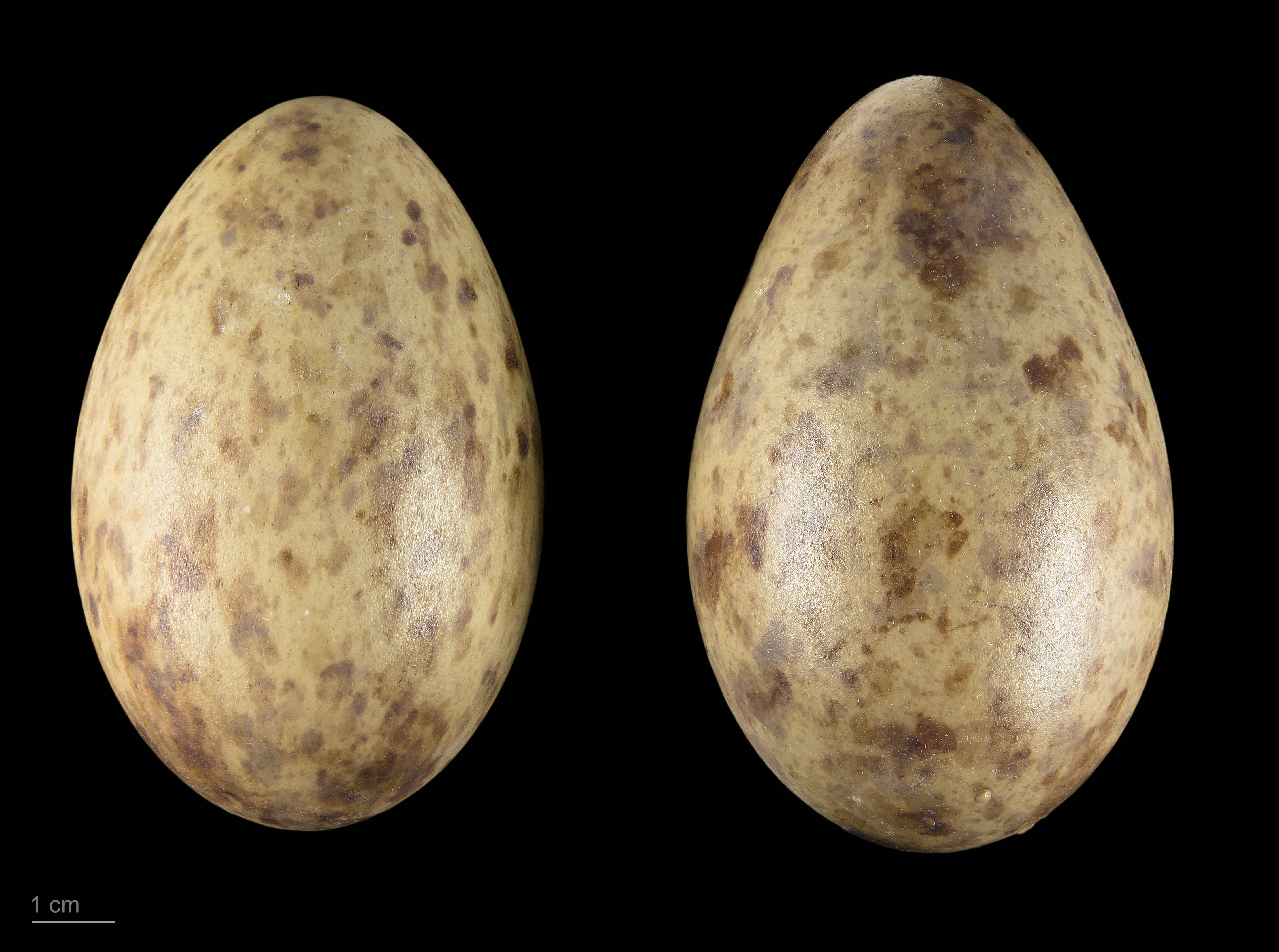
Яйца Grus virgo - Тулузский музей

Жура́вль-краса́вка, или краса́вка, или малый журавль (лат. Grus virgo) — самый маленький и третий по численности (после канадского журавля и серого журавля) представитель семейства журавлиных в мире — его численность оценивается в 200—240 тысяч особей.

## Описание
Самый маленький вид журавлей, его высота составляет около 89 см, а масса 2—3 кг. Голова и шея в основном чёрные; позади глаз хорошо заметны длинные пучки белых перьев. От основания клюва до затылочной части имеется участок светло-серых перьев; обычная для других видов журавлей проплешина отсутствует. Клюв короткий, желтоватый. Роговица глаз красновато-оранжевая. Оперение туловища голубовато-серое. Маховые перья второго порядка крыльев выделяются своей длиной и пепельно-серым цветом. Ноги и пальцы на ногах чёрные. Голос — звонкое курлыканье, более высокое и мелодичное, чем у серого журавля.
Половой диморфизм (видимые различия между самцом и самкой) не выражен, хотя самцы выглядят несколько крупнее. Молодые птицы бледно-пепельно-серые, с почти белой головой. Пучки перьев позади глаз у них серые и лишь слегка удлинены.

## Распространение
Орнитологами насчитывается 6 различных популяций этого журавля, охватывающих 47 государств, в том числе и на территории Российской Федерации. В Восточной и Центральной Азии, Казахстане, Монголии и Калмыкии журавли очень хорошо распространены и их численность достигает десятков тысяч. Черноморская популяция насчитывает порядка 500 птиц. На севере Африки в Атласских горах вплоть до 1990-х годов обитало не более 50 птиц, в 2011 году в ходе специально предпринятых поисков ни одной особи не обнаружено. Небольшая популяция наблюдается в Турции. Численность практически всех популяций этих журавлей постепенно снижается, в Турции они находятся на грани исчезновения, гнездовая популяция в Добрудже (Балканский полуостров) исчезла в 1920-е годы, на севере Африки — в 1990-е или 2000-е годы, на юге Испании вид исчез и как мигрант.
В отличие от других видов журавлей, красавки менее приспособлены к болотистой местности и предпочитают жить на открытых территориях с невысокой травянистой растительностью: степях, саваннах и полупустынях на высоте до 3000 м над уровнем моря. Кроме того, они активно кормятся, а иногда и гнездятся, на пашнях и других сельскохозяйственных угодьях недалеко от водных источников: ручьёв, рек, мелководных озёр или низин.
Основной отрицательный фактор, воздействующий на популяции — трансформация мест обитания, оттеснившая красавку в зону сухих степей и полупустынь и приведшая к значительному сокращению численности вида в 1970-е годы. Начиная примерно с 1980-х годов, красавка на значительных территориях стала гнездиться на возделываемых землях, главным образом на Украине и в Казахстане, в результате численность постепенно увеличивается.

## Размножение
Журавли-красавки моногамны, как правило пара сохраняется в течение жизни. Однако в случае если ухаживание не приносит потомства, пара распадается. Образование пары происходит ещё в период, когда журавли сбиваются в стаи в местах зимовки. Как и у других видов журавлей, самец и самка отмечают свой союз совместным характерным пением, которое представляет собой череду сложных протяжных мелодичных звуков. При этом птицы занимают характерную стойку с запрокинутой головой так, что клюв устремлён в небо вертикально вверх. Первой начинает самка и затем отвечает одиночным криком на каждый крик самца. Пение дуэтом может продолжаться как несколько секунд, так и минуту. Во время ухаживания журавли танцуют, что может выражаться в подпрыгивании, перебежках, подбрасывании пучков травы или палочек и хлопаньем крыльями. По сравнению с другими журавлями, танец у красавок выглядит более энергичным и пластичным.
Период размножения приходится на сезон дождей. Гнездо устраивается прямо на земле и представляет собой небольшое углубление, окружённое немногочисленными веточками, камешками, овечьим помётом и кусочками солончаковой корки. В качестве места для гнезда выбирается травянистый островок, достаточно высокий чтобы скрыть гнездо от посторонних глаз и достаточно низкий для широкого обзора. Кладка яиц происходит примерно в середине апреля и обычно состоит из двух, реже трёх оливково-буроватых с рыжими пятнами яиц. Яйца размером примерно 8,1х5 см и весом около 118,8 г. Инкубационный период длится 27—29 дней. В насиживании участвуют оба родителя, хотя основную часть времени в гнезде проводит самка, а основную функцию по охране гнезда берёт на себя самец. Защищая кладку, журавли способны напасть на собак, лис или орлов, при этом иногда получая поддержку от соседних пар.
Потомство выводкого типа, птенцы вскоре после вылупления способны покинуть гнездо и следуют за родителями в поисках пищи, при этом первым как правило идёт самец, за ним следует самка, а затем и все остальные. Птенцы становятся на крыло раньше чем у других видов журавлей, через 55—65 дней. В течение 8—10 месяцев, до начала следующего брачного сезона они остаются вместе со своими родителями, после чего сбиваются в кочевые стаи таких же одиночных птиц. Признаки социального поведения, характерного для взрослых особей, у молодых красавок начинают проявляться через 18 месяцев, а первое потомство у них появляется через 4—8 лет.

## Образ жизни
Журавли-красавки являются перелётными птицами, в зимнее холодное время перебираясь в районы Северо-Восточной Африки, Пакистана и Индии. В августе—сентябре журавли сбиваются в стаи до 400 особей для совместной миграции. Летят журавли вытянув голову и ноги, относительно невысоко, но при перелёте через Гималаи поднимаясь на высоту до 4800—8000 м. На зимней стоянке их можно увидеть в стаях вместе с серыми журавлями, однако они формируют различные социальные группы. Весенняя миграция к местам гнездовий происходит в марте—апреле, при этом размер стаи составляет всего 4—10 птиц.

## Питание
Журавли-красавки питаются как растительной, так и животной пищей. Основной рацион составляют различные части растений, арахис, бобовые культуры, зерно, насекомые и другие мелкие животные.
Кормятся журавли в дневное время суток, в основном в утреннее время или сразу после полудня. Иногда их можно увидеть кормящимися на пашнях или других сельскохозяйственных угодьях.

## Продолжительность жизни
В условиях неволи журавли живут по крайней мере 27 лет, хотя некоторые особи доживают до 67 лет. Продолжительность жизни в дикой природе в настоящее время точно не известна, хотя предполагается, что она несколько меньше.